# Mariposas (álbum)
Mariposas es el decimotercer álbum del cantautor cubano Silvio Rodríguez en colaboración con el guitarrista Rey Guerra.
En este disco Silvio Rodríguez busca una sonoridad distintas a las guitarras, y para ello cuenta con el músico, también cubano, Rey Guerra, intérprete de guitarra clásica.
Entre las canciones que conforman el disco recupera algunos temas antiguos como Días y flores (que ya se incluyó en el primer álbum de Silvio Rodríguez Días y Flores) o el inédito Mariposas, que da título al disco.
Destaca Y tantos huesos chocarán por la originalidad de sus arreglos.

## Lista de canciones
1. Quien tiene viejo el corazón - 3:24
2. Olivia - 4:17
3. Y tantos huesos chocarán - 3:14
4. Tu sonrisa ha cambiado - 3:05
5. Al final de la segunda luna - 3:17
6. Días y flores - 5:57
7. Derecho humano (anteriormente llamada Esto no tiene título) - 5:20
8. Viñeta - 2:50
9. Sin hijo, ni árbol, ni libro - 3:37
10. Sueño valseado - 3:57
11. Alguien - 3:47
12. Como quien dice - 2:26
13. Mariposas - 7:34
14. Esta primavera - 2:41

## Créditos
- Letra y música: Silvio Rodríguez.
- Primeras y segundas guitarras: Rey Guerra
- Voces y segundas guitarras: Silvio Rodríguez
- Bajos: Jorge Alexander (Sagüa)
- Flautas: Niurka González
- Producción y dirección general: Silvio Rodríguez
- Grabación: Miguel Ángel Bárzagas (Maykel)
- Mezcla: Maykel y Silvio
- Masterización (Protools VI): Víctor Circard
- Fotos y diseño de portada: Silvio Rodríguez
- Diseño de libro: Eva González

Grabado en los estudios Ojalá, La Habana, Cuba, 1998-1999. 